# Sejlads
Sejlads er beskæftigelsen at sejle et skib. Sejlads kan være både erhvervsmæssigt og rekreativt betinget. Fælles for al sejlads er at der fordres kendskab til emner som:
- Søvejsregler
- Meteorologi
- Navigation
- Søsikkerhed
- Førstehjælp
- Praktisk sømandskab.

## Sejlads med sejlbåde
En sejlbåd benytter vinden som fremdrift ved hjælp af sejl og sådanne både benyttes nu kun til sports- og fritidssejlads. Der findes sejlbåde i alle størrelser fra optimistjollen til store havkrydsere, og sporten kan dyrkes af alle som såvel konkurrence sport som på motions eller familieplan.
Hvad enten man sejler jolle, kølbåd eller windsurfer, gælder de samme principper: Sejlet skal tilpasses efter hvorhen man vil i forhold til vinden. 
Hvis vinden er svag, er det, især ved jollesejlads, vigtigt at holde ro i båden, så vinden udnyttes så godt som muligt. Er vinden meget kraftig, kan det være en fordel at mindske sejlarealet ved at rebe et eller flere sejl, bruge mindre sejl, tviste sejlet i toppen og flade sejlet.

### Rumskødssejlads
Man sejler rumskødssejlads, når vinden fylder sejlet agten fra. Hvis vinden kommer lige bagfra, kaldes det læns. Hvis den kommer vinkelret på båden, kaldes det halvvind. Derimellem findes agten for tværs.
På en læns, dog ikke plat læns, skal mange både krænges, for eksempel optimistjollen og finnjollen. Dette giver et større sejlareal i luften og dermed øget fart. Joller som europajollen skal derimod sejles så fladt som muligt, da den øgede vind i sejlet ikke kan opveje det tab af fart, den øgede friktion i vandet giver, da vandlinjen er meget lille, når europaen sejles fladt.
Når man vender, så sejlet går fra at stå på styrbord til bagbord side eller vice versa, foregår det på læns som oftest ved at bomme, dvs. at vende over platlæns.

### Bidevind
Når der ikke sejles læns, sejles der bidevind. Det vil sige, at man sejler i modvind. Det er ikke muligt at sejle med vinden ind ret forfra – så vil sejlet stå og blafre. Derfor bliver man nødt til at krydse, dvs. sejle så tæt på vindøjet som muligt uden sejlet blafrer og skifte halse undervejs ved stagvendinger.

### Trim
Hvad enten sejladsen foregår i kølbåde eller joller, bruges trim til at justere sejlets facon og tyngdepunktets placering. Dette gøres ved hjælp af:
- Sværd eller Sænkekøl
- Skøder
- Udhal
- Cunningham
- Bomnedhal
- Indhal
- Lidseline
- Løjgang
- Fald
- Ophal
- Nedhal
- Stager
- Barberhal

Alle disse trimmuligheder findes ikke i alle bådtyper. Især i mindre sejljoller findes kun få trimmuligheder.
Generelt bør man i hård vind og bidevind trække i diverse skøder og hal, så sejlet bliver så fladt som muligt. Omvendt slækkes de i let luft og på rumskøds kurser.

## Danske kapsejladser
- Sjælland Rundt
- Palby Fyn Cup
- BBC - Big Boat Challange
- Seguin Cup
- De tre broer

## Weblinks
- Solosailor Arkiveret 6. juni 2020 hos  Wayback Machine - Tekniske vilkår for sejlere på 9 sprog

| Vandsport/vandtransport | Spire Denne vandsports- eller vandtransportsartikel er en spire som bør udbygges. Du er velkommen til at hjælpe Wikipedia ved at udvide den. |